# Memo (roddare)
Memo, född 8 januari 1995, är en indonesisk roddare.
Memo tävlade för Indonesien vid olympiska sommarspelen 2016 i Rio de Janeiro, där han slutade på 16:e plats i singelsculler.